# 타티야나 볼로소자르
타티야나 안드레예브나 볼로소자르(러시아어: Татьяна Андреевна Волосожар, 우크라이나어: Тетяна Андріївна Волосожар 테탸나 안드리이우나 볼로소자르[*], 1986년 5월 22일~)는 러시아의 여자 피겨 스케이팅 선수이다.
우크라이나 출신이다. 드니프로페트로우스크에서 스케이트를 처음 탔으며, 주니어 시절 페트르 하르첸코와 함께 페어 부문에서 활동했다. 하르첸코와 함께 우크라이나 국가대표로 여러 대회에 참가했다. 2004년/2005년 시즌부터 스타니슬라프 모로조프와 짝을 지어 2010년까지 활동했다. 이들은 2006년 동계 올림픽에서 12위, 2010년 동계 올림픽에서 8위에 올랐다. 2009년/2010년 시즌이 끝난 후, 볼로소자르는 러시아의 막심 트란코프와 새로 짝을 지어 활동하고 모로조프는 선수 생활에서 은퇴하고 이들의 코치가 되기로 했다. 새 페어 커플이 된 볼로소자르와 트란코프는 2010년 말 치러진 러시아 선수권에서 우승하며 러시아 대표로 선발되었다. 볼로소자르는 부모가 원래 러시아 출신이었기 때문에 러시아 국적을 쉽게 취득하여 볼로소자르와 트란코프는 러시아 국가대표로 국제대회에 참가하고 있다. 2012년/2013년 시즌에는 그랑프리 시리즈·유럽선수권·세계선수권을 모두 석권하였다. 2014년 동계 올림픽에서 피겨 단체전과 페어에서 모두 금메달을 획득하여, 파트너 트란코프와 함께 동계 올림픽 사상 최초의 피겨 스케이팅 종목 2관왕이 되었다.